# Cali (Musiker)

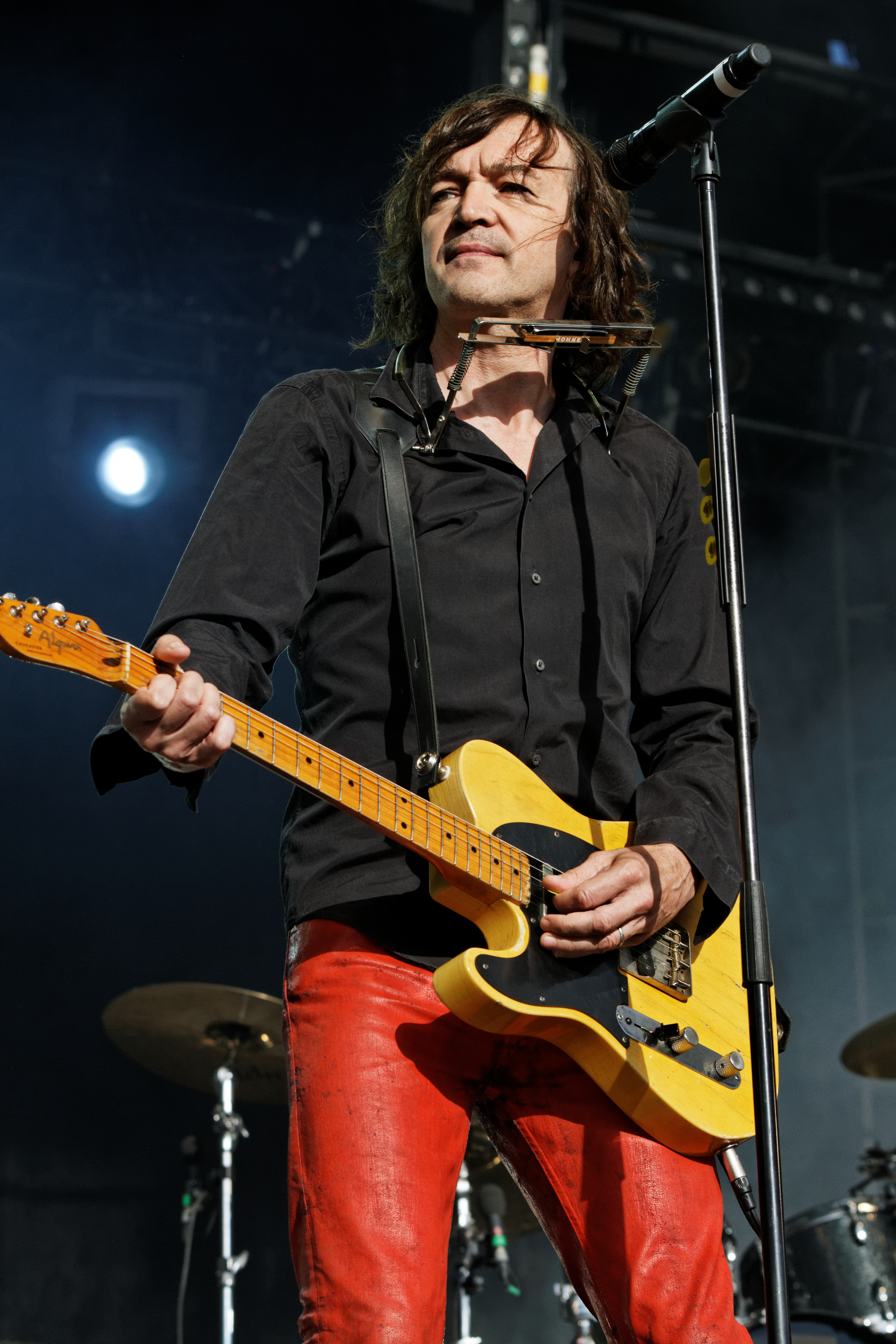
Cali (2013)

Cali (* 28. Juni 1968 in Perpignan; eigentlich Bruno Caliciuri) ist ein französischer Sänger und Songwriter. Stilistisch bewegt er sich zwischen Nouvelle Chanson und Rockmusik.

## Biografie
Geboren wurde Bruno Caliciuri 1968 im französischen Perpignan und zog später mit seiner Familie nach Vernet-les-Bains im Kanton Prades in den Pyrenäen. Zwar war er als Teenager bereits an Rockmusik wie The Clash oder Simple Minds interessiert, wollte aber Profi-Rugbyspieler werden. Nach dem Besuch eines U2-Konzerts im Jahr 1984 änderte er seinen Berufswunsch hin zum Musiker. Das Gitarrespielen brachte er sich selber bei. Caliciuri war in einer Reihe lokaler Musikgruppen aktiv. 1994 wurde er Mitglied der Gruppe Indy, mit der er zwei Alben veröffentlichte und über 200 Live-Auftritte absolvierte. Später wechselte er zum Musikprojekt Tom Scarlett, mit dem er 1998 ein selbst finanziertes Album herausbrachte. Nach der Auflösung des Projektes wählte Bruno Caliciuri den Künstlernamen Cali und kollaborierte mit dem Gitarristen Hugues Baretge, der ebenfalls bei Tom Scarlett aktiv war. Das Duo spielte mehrere Jahre im Club Le Mediator in Perpignan. Auftritte im Vorprogramm von Bénabar und Brigitte Fontaine verschafften Cali überregionale Bekanntheit und ein Auftritt auf dem Francofolies-Festival 2002 verschaffte ihm einen Vertrag beim französischen Independent-Label Labels Music, einem Sublabel von EMI France.

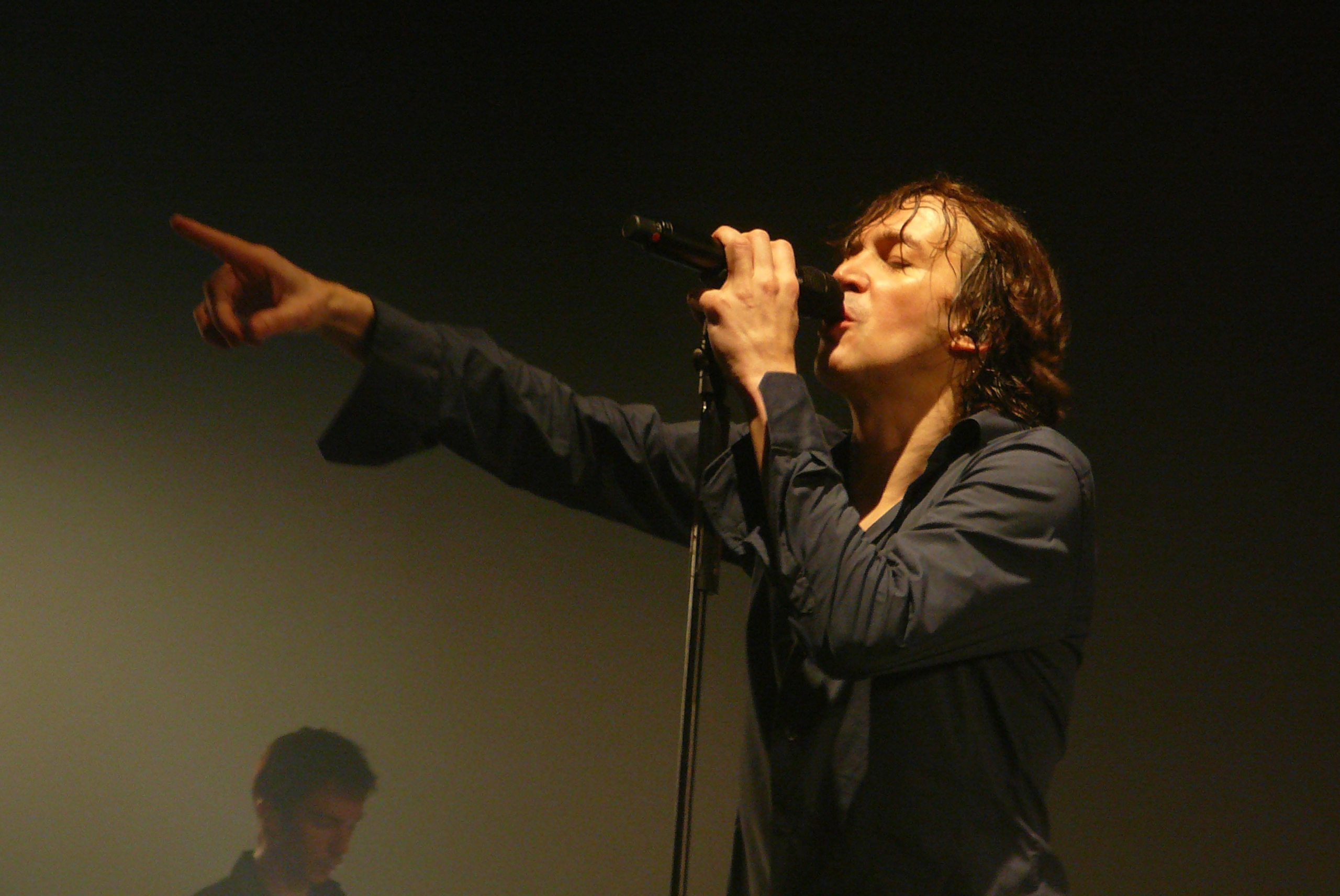
Cali (2008)

Calis Debütalbum L’Amour parfait erschien im August 2003, Kritiker verglichen Calis Musik mit der von Christophe Miossec. Ende 2004 erschien die DVD Plein de vie, ein Mitschnitt eines Konzertes im Club Bataclan in Paris am 26. Mai 2004. Im Januar 2005 bestritt Cali einen Headliner-Auftritt im Pariser Olympia. Sein zweites Album Menteur folgte im Oktober 2005. Im Sommer 2006 spielte er im Filmmusical Magique! mit und war auf dem gleichnamigen Soundtrack-Album vertreten. 2008 folgte das dritte Studioalbum L’Espoir. Im Jahr 2009 gehörte Cali zur Besetzung des Projektes The Hyènes, zu der auch Mitglieder von Noir Désir gehörten. Im Herbst 2009 unternahm das Projekt eine einmonatige Tournee durch Frankreich, auf der sie Coverversionen von AC/DC, Iggy Pop und The Stooges sowie Interpretationen von Cali-Liedern aufführte. Am 21. Oktober 2009 spielte die Gruppe im Bataclan. 2010 erschien Calis viertes Studioalbum La vie est une truite arc-en-ciel qui nage dans mon cœur. Im März 2011 begann eine Tournee durch französische Zéniths. Im Herbst 2012 veröffentlichte Cali mit Vernet-les-Bains ein seinem Heimatort gewidmetes Album. Am 24. Januar 2013 wurde er Ehrenbürger von Vernet-les-Bains.
2013 erschien das dritte Livealbum sowie bis 2020 vier weitere Studioalben.

## Auszeichnungen
Cali wurde für den Victoires de la Musique – die französische Version des Grammys – in der Kategorie Künstler des Jahres 2004 nominiert. 2005 wurde er in den Sparten Männlicher Künstler des Jahres und Lied des Jahres (für Pensons à l’avenir) sowie für das Konzert des Jahres nominiert. 2006 war Menteur für das Pop/Rock-Album des Jahres nominiert, 2009 gewann Cali diese Auszeichnung für sein Album L’Espoir.
2004 gewann Cali den Prix Constantin sowie den Prix Vincent Scotto der SACEM für das populärste Lied des Jahres (C’est quand le bonheur ?, den ersten Titel des Debütalbums L’amour parfait).
Calis drei erste Studioalben erreichten in Frankreich jeweils Platinstatus, das vierte Gold im Jahr 2010.

## Diskografie

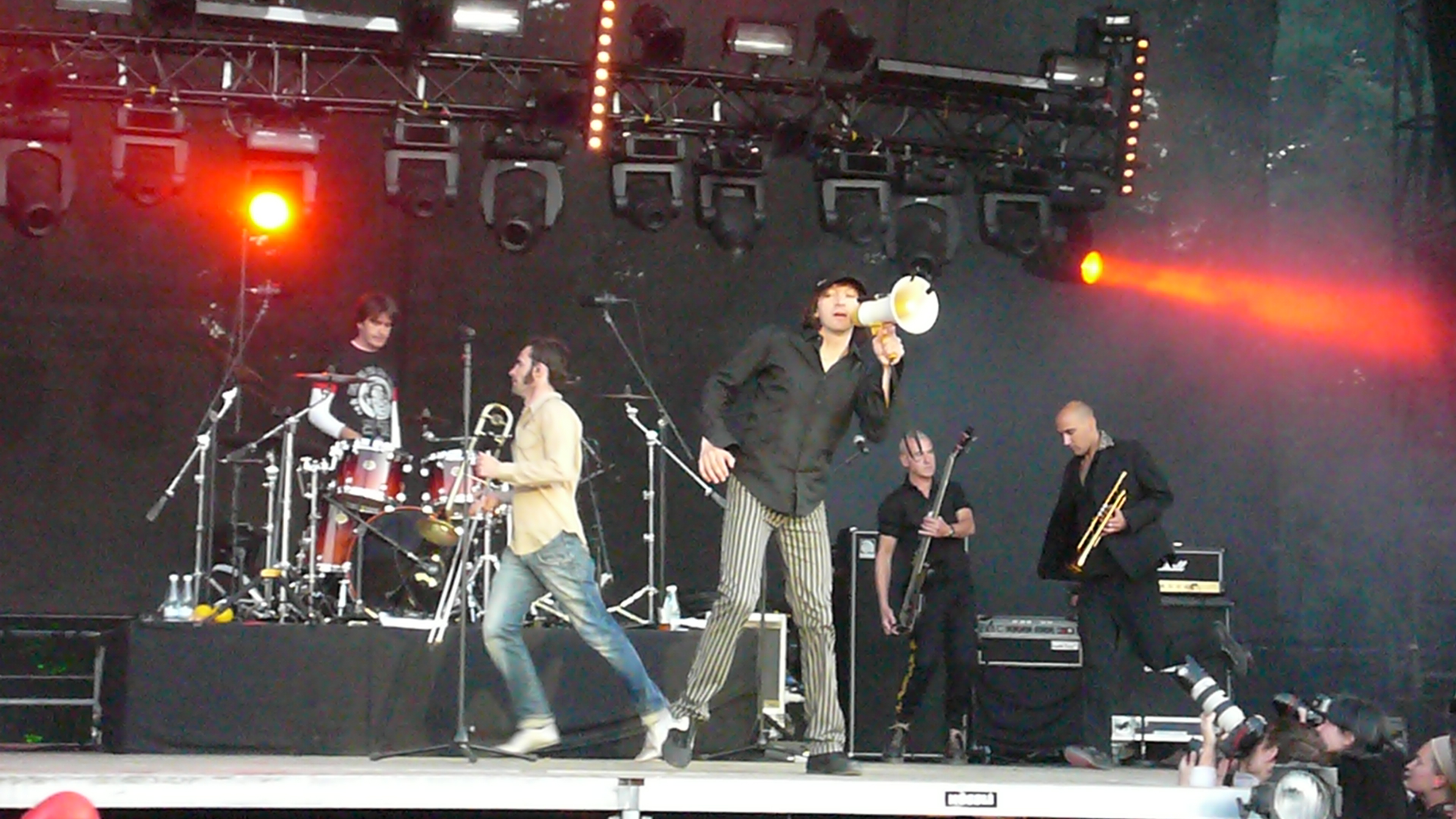
Cali live (2008)

### Alben
| Jahr | Titel                                                    | Höchstplatzierung, Gesamtwochen, AuszeichnungChartplatzierungen (Jahr, Titel, Platzierungen, Wochen, Auszeichnungen, Anmerkungen) | Höchstplatzierung, Gesamtwochen, AuszeichnungChartplatzierungen (Jahr, Titel, Platzierungen, Wochen, Auszeichnungen, Anmerkungen) | Höchstplatzierung, Gesamtwochen, AuszeichnungChartplatzierungen (Jahr, Titel, Platzierungen, Wochen, Auszeichnungen, Anmerkungen) | Anmerkungen                                     |
| Jahr | Titel                                                    | FR | BEW | CH | Anmerkungen                                     |
| ---- | -------------------------------------------------------- | --- | --- | --- | ----------------------------------------------- |
| 2003 | L’amour parfait                                          | FR7 Platin · (89 Wo.)FR | BEW18 (21 Wo.)BEW | CH68 (2 Wo.)CH | Erstveröffentlichung: 19. August 2003           |
| 2005 | Menteur                                                  | FR2 Platin · (90 Wo.)FR | BEW7 (41 Wo.)BEW | CH33 (5 Wo.)CH | Erstveröffentlichung: 10. Oktober 2005          |
| 2006 | Le bordel magnifique                                     | FR13 Gold · (49 Wo.)FR | BEW27 (9 Wo.)BEW | CH93 (1 Wo.)CH | Erstveröffentlichung: 2. Oktober 2006 Livealbum |
| 2008 | L’espoir                                                 | FR1 Platin · (57 Wo.)FR | BEW2 (29 Wo.)BEW | CH16 (8 Wo.)CH | Erstveröffentlichung: 4. Februar 2008           |
| 2008 | Magique                                                  | FR159 (3 Wo.)FR | BEW98 (1 Wo.)BEW | — | Soundtrack                                      |
| 2009 | Le bruit de ma vie – Live.01                             | FR26 (12 Wo.)FR | BEW32 (10 Wo.)BEW | — | Livealbum                                       |
| 2010 | La vie est une truite arc-en-ciel qui nage dans mon cœur | FR11 Gold · (10 Wo.)FR | BEW4 (14 Wo.)BEW | CH61 (1 Wo.)CH | Erstveröffentlichung: 10. November 2010         |
| 2012 | Vernet-les-Bains                                         | FR21 (18 Wo.)FR | BEW22 (18 Wo.)BEW | — | Erstveröffentlichung: 26. November 2012         |
| 2013 | La vie cowboy – Concerts                                 | FR75 (2 Wo.)FR | BEW71 (12 Wo.)BEW | — | Livealbum                                       |
| 2015 | L’age d’or                                               | FR11 (13 Wo.)FR | BEW12 (29 Wo.)BEW | CH59 (2 Wo.)CH |                                                 |
| 2016 | Les choses défendues                                     | FR46 (6 Wo.)FR | BEW36 (16 Wo.)BEW | — | Erstveröffentlichung: 25. November 2016         |
| 2018 | Cali chante Léo Ferré                                    | FR73 (3 Wo.)FR | BEW88 (6 Wo.)BEW | — | Erstveröffentlichung: 5. Oktober 2018           |
| 2020 | Cavale                                                   | FR40 (2 Wo.)FR | BEW33 (9 Wo.)BEW | — | Erstveröffentlichung: 13. März 2020             |
| 2024 | 20 Ans d’Amour Parfait                                   | FR53 (… Wo.)FR | — | — | Erstveröffentlichung: 15. März 2024             |

### Singles
| Jahr | Titel Album               | Höchstplatzierung, Gesamtwochen, AuszeichnungChartsChartplatzierungen (Jahr, Titel, Album, Platzierungen, Wochen, Auszeichnungen, Anmerkungen) | Anmerkungen                 |
| Jahr | Titel Album               | FR | Anmerkungen                 |
| ---- | ------------------------- | --- | --------------------------- |
| 2003 | C’est quand le bonheur? – | FR85 (7 Wo.)FR |                             |
| 2006 | Je m’en vais –            | FR56 (10 Wo.)FR |                             |
| 2013 | Un arc en ciel –          | FR1 (2 Wo.)FR | mit Bénabar, Bruel & Marina |

### Videoalben
- 2004: Plein de vie (FR: ×2Doppelplatin )
- 2006: La vie ne suffit pas
- 2008: 1000 coeurs debout (FR: Gold)

## Belege
1. 1 2  Cali - Biography. RFI music, archiviert vom Original am 9. Februar 2013; abgerufen am 19. März 2024 (englisch).
2. ↑  Valerie Pons: Cali citoyen d'honneur de Vernet-les-Bains. L'Indépendant, 26. Januar 2013, abgerufen am 7. März 2013 (französisch).
3. 1 2  Quellen Chartplatzierungen: CH FR Belgien (Wallonie)
4. ↑  Auszeichnungen für Musikverkäufe: FR FR2

| Personendaten    | Personendaten                       |
| ---------------- | ----------------------------------- |
| NAME             | Cali                                |
| ALTERNATIVNAMEN  | Caliciuri, Bruno (wirklicher Name)  |
| KURZBESCHREIBUNG | französischer Sänger und Songwriter |
| GEBURTSDATUM     | 28. Juni 1968                       |
| GEBURTSORT       | Perpignan, Frankreich               |